# Rhodocybella rhododendri
Rhodocybella rhododendri — вид грибів, що належить до монотипового роду Rhodocybella.